# 美国公共电视
美國公共電視（英語： / 縮寫：）是美國一家非營利組織，同時也是美國公共電視台的節目聯賣機構。它向公共廣播電視公司會員台及創造電視網和世界頻道等獨立教育電視台發行公共電視節目。

## 組織歷史

### 東部教育聯播網時期
美國公共電視始於1960年，其前身為由多個電視台合併而成的東部教育聯播網（Eastern Educational Network）。東部教育聯播網在最初是一家區域性質的合作組織，僅在其幾個會員台之間進行節目交換。東部教育聯播網是《茱莉亞·蔡爾德法餐大廚》、《羅傑先生的鄰居們》、《華府每周評論》等節目在全美的首批發行商。
東部教育聯播網同時還是《新聞前線（Newsfront）》在全美的首個發行商，這是一檔於1970年開播的美國首個非商業性每日新聞節目。1970年11月，東部教育聯播網推出了電視節目《華爾街周報》，隨後公共廣播電視公司於1972年1月起向全美發行。東部教育聯播網同時還引進了英國廣播公司和加拿大廣播公司的節目到美國播出，這其中就包括《蒙提·派森的飛行馬戲團》。1978年，東部教育聯播網開始運營服務“免費片庫（Free Library）”。
1980年，東部教育聯播網開始啟動廣播聯賣服務，同時將組織名改為“跨區節目服務（Interregional Program Service）”。1989年，跨區節目服務推出高級服務。其高級服務推出的第一檔電視節目為《美國紀事（U.S. Chronicle）》，該節目由各公共電視台與馬里蘭公共廣播中心聯合製作並由吉姆·萊勒主持。1981年，當跨區節目服務開始在全美範圍內發行電視節目《晚間商業報道》時，該公司開始引起美國全國的關注。
1992年，該組織更名為“美國節目服務（American Program Service）”。

### 美國公共電視時期
2000年1月1日，美國節目服務正式更名為“美國公共電視”。同時，隨著海外機構合作需求的增多，美國公共電視也順勢成立了“美國公共電視國際部（APT Worldwide）”。
隨著美國電視開始數字化，美國公共電視也成為幾個多播電視網的發行商。2006年1月，美國公共電視推出了創造電視網。2009年7月1日，美國公共電視又推出了世界頻道。

## 主營業務
- 美國公共電視交流服務（APT Exchange）：原名“免費片庫”，由美國公共電視充當預付費節目的交換機構並為會員台提供免費電視節目。該服務始於1978年。《里奇·史蒂夫遊歐洲（英语：Rick Steves' Europe）》、《晚間商業報道（英语：Nightly Business Report）》、《美國測試廚房（英语：America's Test Kitchen）》等節目都是由該服務提供。[2]
- 美國公共電視國際服務（APT Worldwide）：主要負責該機構節目的國際發行業務，同時該服務還代理部分A+E電視網和探索頻道的節目。其客戶包括探索頻道、國家地理頻道、日本廣播協會、英國獨立電視台和義廣衛視等。[2]
- 高級服務（Premium Service）：該服務所提供的節目主要由外包或購買獲得，其聚焦於黃金時段的募捐驅動（英语：Pledge drive）節目，例如訪談類或自我提升類節目。觀眾可以在節目播出時通過熱線電話承諾捐款，或在節目結束後購買節目DVD自用或送禮。首次《三大男高音演唱會》便是該服務的傑作之一。
- 聯賣服務（Syndication）：該服務指向客戶電視台提供一組已經完成製作與編排的節目。《穆罕默德·阿里：穿越世界之眼（Muhammad Ali: Through the Eyes of the World）》與英國廣播公司的《戰地英國（Battlefield Britain）》都是通過該服務成為熱播節目。

### 聯播網絡
美國公共電視通過WGBH、WNET和NETA三家電視台運營著兩家數字電視聯播網。
- 創造電視網（英语：Create (TV network)）：主要播出生活方式類節目，其節目大多來自美國公共電視片庫內的美食、旅行、家居園藝、藝術及手工藝、健身和生活類等節目。[2]創造電視網於2006年1月開播，除了在包括公共廣播電視公司會員台在內的地方公共電視台以授權形式進行無線電視廣播外，也會通過與地方公共電視台簽訂地方協議以在當地有線電視網絡播出。創造電視網定期播出的節目包括《莉迪亞的廚房（英语：Lidia Bastianich）》、《艾倫·史密斯的花園別墅（英语：P. Allen Smith）》、《歡樂畫室（英语：The Joy of Painting）》、《金博爾（英语：Christopher Kimball）的牛奶街（英语：Christopher Kimball's Milk Street）》、《蔡明昊的簡單料理（英语：Simply Ming）》和《美國測試廚房（英语：America's Test Kitchen）》等。
- 世界頻道（英语：World Channel）：24小時播出的數字公共電視頻道，包括非虛構內容、科學、自然、新聞、紀錄片及公共事務類節目。[2]

## 主要節目
美國公共電視每年會發行超過300個新電視節目，類型涵蓋紀錄片、脫口秀、音樂表演、連續劇或喜劇劇集、教學、系列兒童節目及經典電影等。美國公共電視目前及先前發行的電視節目包括但不限於《開放思想》、《史蒂夫歐洲行》、《藝人窩現場》、《心靈廚房》、《美國測試廚房》及其衍生係列《烹飪國度》、《甄能煮》、《燒烤大學》、《大舒適沙發》、《網咖》、《墨西哥廚房》、《戀愛之地》、《外科醫生馬丁》、《馬克薩的世界遊》、《平日晚餐》和《斯庫利：世界秀》等。美國公共電視發行的平日晚間國際新聞節目包括來自日本廣播協會的《亞洲洞察》和《NHK新聞專線》，以及商業新聞節目《晚間商業報道》。
美國公共電視還會向各公共電視台發行募捐驅動節目，這包括《法蘭克·辛納屈：我們時代的聲音》、《清秀佳人》、《三大男高音演唱會》、《席琳·迪翁：新的一天》、《邁克·道格拉斯：瞬間與回憶》、《萊昂納德·柯恩：歌聲之碑》和《東尼·班尼特二重唱：美國經典的製作幕後》等。
2000年，美國公共電視首播了《馬克薩的聰明遊》，這是美國公共電視首度播出高清畫質電視節目。
PBS兒童台於2018年1月1日至2021年12月26日期間通過美國公共電視播出了兒童節目《小皮大世界》和《Pocoyo》。

## 延伸閱讀
- 約翰·波特論文集於馬裡蘭大學圖書館（英语：University of Maryland Libraries）上（英文）

## 外部連接
- 官方网站（英文）
- 美國公共電視的X（前Twitter）
- 美國公共電視的Facebook專頁
- YouTube上的美國公共電視頻道
- 美國公共電視的Instagram帳戶
- 美國公共電視 的pinterest